# 21 февраля
21 февраля — 52-й день года  по григорианскому календарю.
До конца года остаётся 313 дней (314 дней в високосные годы).
До 15 октября 1582 года — 21 февраля по юлианскому календарю, с 15 октября 1582 года — 21 февраля по григорианскому календарю.
В XX и XXI веках соответствует 8 февраля по юлианскому календарю.

## Праздники и памятные дни
См. также: Категория:Праздники 21 февраля

### Международные
- ЮНЕСКО — Международный день родного языка.

### Религиозные

#### Католицизм
- Память Рандоальда Грандвальского[англ.];
- память Петра Дамиани.

#### Православие[2][3]
- Отдание праздника Сретения Господня (переходящее празднование в 2017 г.);
- память пророка Захарии (ок. 520 до н. э.);
- память великомученика Феодора Стратилата (319);
- память святителя Саввы II, архиепископа Сербского (ок. 1269—1271);
- память священномучеников Симеона Кульгавца, Андрея Добрынина, Сергия Любомудрова и Петра Маркова, пресвитеров (1938);
- память священномученика Александра Абиссова, пресвитера (1942).

### Именины
- Католические: Пётр, Рандоальд.
- Православные: Александр, Андрей, Захария, Макарий, Никифор, Пётр, Поликарп, Савва, Сергей, Симеон, Стефан, Фёдор.

## События
См. также: Категория:События 21 февраля

### До XIX века
- 1440 — сформирован Прусский союз.
- 1613 — Земский собор единогласно избрал Михаила Фёдоровича царём, что положило начало династии Романовых в Русском царстве и Российской империи.
- 1784 — согласно указанию Екатерины II, порт и крепость в Крыму получили название Севастополь.
- 1797 — начало Фишгардского десанта, неудачной попытки французов высадиться на берег Британии.

### XIX век
- 1804 — англичанин Ричард Тревитик впервые публично продемонстрировал самодвижущуюся паровую повозку на рельсах — прототип будущего паровоза.
- 1808 — российские войска без предварительного объявления войны пересекли границу со Швецией в Абборфорсе в восточной Финляндии, начав тем самым Финляндскую войну, в ходе которой Швеция уступила России восточную половину страны (то есть Финляндию).
- 1811 — Гемфри Дэви сообщает о свойствах открытого им газа — хлора.
- 1816
  - Возникновение тайного общества «Союз спасения, или Общество истинных и верных сынов Отечества».
  - Великая княжна Анна Павловна вступила в брак с нидерландским наследным принцем Оранским, с 1840 года королём Вильгельмом II[4].
- 1828 — первый выпуск газеты «Cherokee Phoenix» — первого периодического издания, в котором использовалось слоговое письмо чероки, изобретенный Секвойей.
- 1842 — Джон Гриноу получил первый патент США на швейную машину.

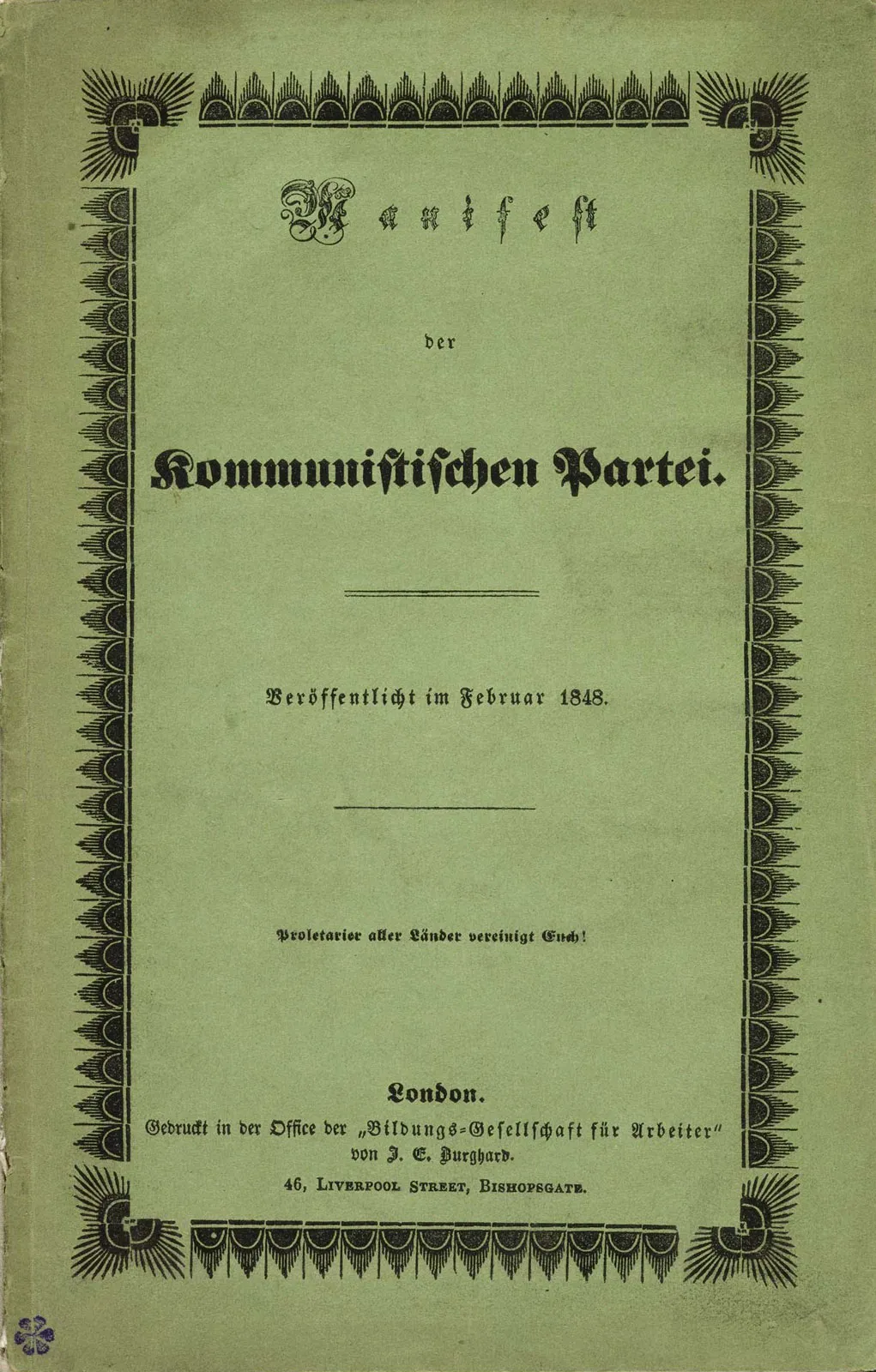
Обложка первого издания «Манифеста коммунистической партии»

- 1848 — Карл Маркс и Фридрих Энгельс опубликовали «Манифест коммунистической партии».
- 1862 — Гражданская война в США: Битва при Вальверде произошла близ форта Крейг на территории Нью-Мексико.
- 1866 — Люси Хоббс Тейлор стала первой женщиной в США, получившей образование врача-стоматолога.
- 1872 — император Александр II подписал указ о создании в Москве Государственного Исторического музея.
- 1878 — в Нью-Хейвене (штат Коннектикут) издан первый телефонный справочник.
- 1885 — в Вашингтоне открыт памятник Джорджу Вашингтону.
- 1886 — состоялась премьера оперы М. П. Мусоргского «Хованщина».

### XX век
- 1907 — одно из крупнейших кораблекрушений XX века: во время шторма потерпел крушение пароход «Берлин»[нем.]; погибло 129 человек[5][6].
- 1916 — Первая мировая война: началась битва при Вердене
- 1918 — в зоопарке Цинциннати умер последний каролинский попугай.
- 1919
  - Премьера оперы Захария Палиашвили «Абесалом и Этери» в Тифлисском театре оперы и балета.
  - Антон фон Арко ауф Валлей в Мюнхене убил Курта Эйснера.
- 1920 — образована Государственная комиссия по электрификации России (ГОЭЛРО).
- 1921
  - Учредительное собрание Грузинской демократической республики приняло первую Конституцию страны.
  - Реза Пехлеви захватил контроль над Тегераном в результате успешного государственного переворота.
- 1925 — вышел первый номер еженедельника The New Yorker
- 1934 — в Манагуа казнён никарагуанский революционер Аугусто Сесар Сандино
- 1935 — открылся первый Московский международный кинофестиваль.
- 1942 — в Горьком сформирован 31-й отдельный дивизион бронепоездов.
- 1944 — исчезновение Ju 52 над Эвбеей
- 1948 — основана Национальная ассоциация гонок серийных автомобилей (NASCAR)
- 1953 — Джеймс Уотсон и Фрэнсис Крик предлагают структурную модель ДНК, двойную спираль.
- 1961 — создано Агентство печати Новости (АПН), ныне РАМИ «РИА Новости».
- 1965 — в СССР произведён запуск искусственных спутников Земли «Космос-54», «Космос-55» и «Космос-56».
- 1970 — катастрофа Convair 990 под Цюрихом — крупнейший теракт в истории Швейцарии (47 погибших).
- 1973
  - истребители ВВС Израиля сбили над Синайским полуостровом ливийский пассажирский самолёт Boeing 727. Погибло 108 человек.
  - подписанием Вьентьянского соглашения закончилась гражданская война в Лаосе.
- 1982 — катастрофа DHC-6 под Провиденсом. 7 погибших, 11 раненых.
- 1994 — арестован сотрудник ЦРУ Олдрич Эймс, работавший на советские и российские спецслужбы.
- 1995
  - В Эстонии принят Закон о языке.
  - Подписан «Договор о дружбе, добрососедстве и сотрудничестве» между Россией и Беларусью сроком на 10 лет, ставший основой для создания Союза Беларуси и России.

### XXI век
- 2006 — космическим телескопом «Хаббл» открыт астрономический объект неизвестного типа SCP 06F6, природу которого астрономы не могут объяснить до сих пор.
- 2008
  - Американские военные расстреляли вышедший из строя спутник-шпион USA-193 военно-космической разведки США ракетой-перехватчиком «Стандарт-3» (SM-3) с борта крейсера CG-70 «Лейк Эри»[англ.] в Тихом океане[7].
  - В 03:26 (UTC) (время максимальной фазы) произошло полное лунное затмение.
  - Вблизи Мериды потерпел катастрофу самолёт ATR 42-320 компании Santa Barbara Airlines, погибли 46 человек.
- 2009 — в китайском Гуцзяо в результате взрыва на угольной шахте погибли, по меньшей мере, 74 шахтёра.
- 2014 — заключено соглашение об урегулировании политического кризиса на Украине, подписанное президентом Украины Виктором Януковичем и лидерами украинской парламентской оппозиции при посредничестве представителей Евросоюза.
- 2022 — президент России Владимир Путин подписал указы о признании Донецкой и Луганской Народных Республик[8], а также подписал договоры о дружбе, сотрудничестве и взаимной помощи с ДНР и ЛНР[9].
- 2023 — Владимир Путин заявил о «приостановке» участия России в договоре СНВ-III.

## Родились

### До XIX века
См. также: Категория:Родившиеся 21 февраля
- 921 — Абэ-но Сэймэй (ум. 1005), японский мистик.
- 1397 — Изабелла Португальская, герцогиня Бургундии (ум. 1471)
- 1556 — Зет Кальвизий (ум. 1615), немецкий теоретик музыки, историк, астроном.
- 1609 — Раймондо Монтекукколи (ум. 1680), полководец Священной Римской империи, генералиссимус.
- 1728 — Пётр III (убит в 1762), российский император (в 1762).
- 1783
  - Екатерина Вюртембергская (ум. 1835), королева Вестфалии.
  - Фёдор Толстой (ум. 1873), русский художник, медальер и скульптор.
- 1788 — Фрэнсис Рональдс (ум. 1873), британский учёный и изобретатель, первый инженер-электрик в истории.
- 1791 — Карл Черни (ум. 1857), австрийский пианист и композитор чешского происхождения.
- 1794 — Антонио Лопес де Санта-Анна (ум. 1876), мексиканский генерал, 11-кратный президент Мексики.

### XIX век

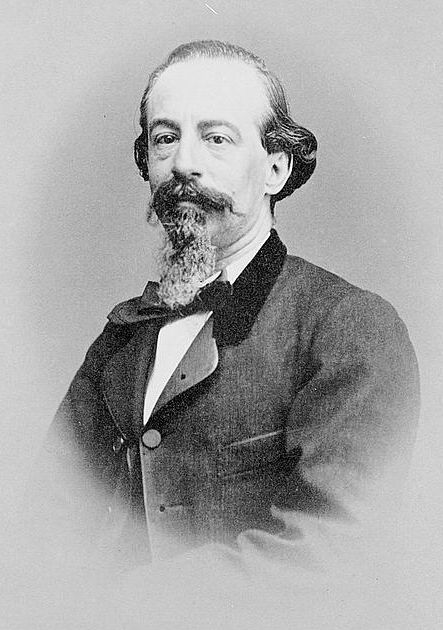
Хосе Соррилья-и-Мораль

- 1801 — Джон Генри Ньюмен (ум. 1890), английский теолог, кардинал Римско-католической церкви.
- 1817 — Хосе Соррилья-и-Мораль (ум. 1893), испанский поэт и драматург.
- 1829 — Константин Гирс (ум. 1888), контр-адмирал Российского императорского флота.
- 1835 — Михаил Микешин (ум. 1896), русский художник, график-иллюстратор и скульптор.
- 1836 — Лео Делиб (ум. 1891), французский композитор.
- 1844 — Шарль-Мари Видор (ум. 1937), французский органист, композитор и музыкальный педагог.
- 1856 — Хендрик Петрюс Берлаге (ум. 1934), нидерландский архитектор.
- 1857 — Авксентий Цагарели (ум. 1902), грузинский драматург, режиссёр и актёр.
- 1859 — Михаил Родзянко (ум. 1924), председатель Государственной думы Российской империи, лидер партии октябристов.
- 1866 — Август Вассерман (ум. 1925), немецкий микробиолог и иммунолог.
- 1874 — Дмитрий Гулиа (ум. 1960), народный поэт Абхазии, основоположник абхазской письменной литературы.
- 1875 — Жанна Луиза Кальман (ум. 1997), французская долгожительница, старейшая из когда-либо живших людей на Земле, чья дата рождения и смерти точно известны.
- 1876
  - Пётр Кончаловский (ум. 1956), русский советский художник.
  - Жозеф Мейстер (ум. 1940), первый в мире человек, вылеченный от бешенства.
- 1878 — Мать Мирра (наст. имя Мирра Альфасса; ум. 1973), сподвижница Шри Ауробиндо, основательница религиозно-философского учения Интегральная йога.
- 1885 — Саша Гитри (ум. 1957), французский драматург, актёр, режиссёр.
- 1886 — Алексей Кручёных (ум. 1968), русский поэт-футурист.
- 1887 — Корэтика Анами (совершил харакири в 1945), японский генерал, министр армии (1945).
- 1888 — Михаил Бонч-Бруевич (ум. 1940), радиотехник, основатель советской радиоламповой промышленности.
- 1892 — Гарри Стек Салливан (ум. 1949), американский психолог-неофрейдист.
- 1893 — Андрес Сеговиа (ум. 1987), испанский гитарист и композитор.
- 1895 — Хенрик Дам (ум. 1976), датский биохимик и физиолог, лауреат Нобелевской премии по физиологии и медицине (1943).
- 1900 — Мадлен Рено (ум. 1994), французская актриса театра и кино.

### XX век

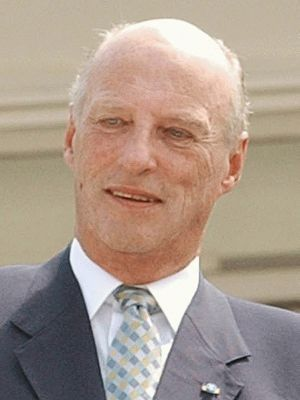
Король Норвегии Харальд V

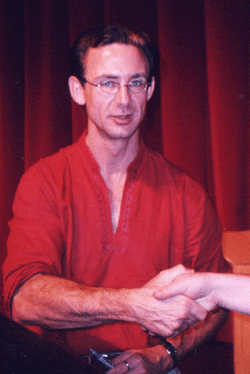
Американский писатель Чак Паланик

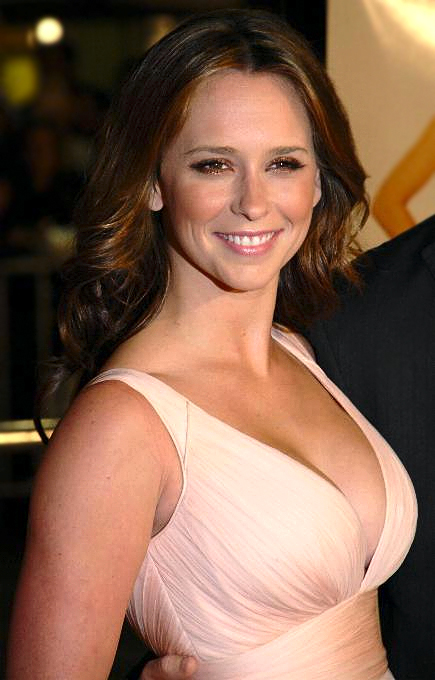
Американская актриса и певица Дженнифер Лав Хьюитт

- 1903 — Раймон Кено (ум. 1976), французский писатель-сюрреалист.
- 1904 — Алексей Косыгин (ум. 1980), председатель правительства СССР (1943—1946 и 1964—1980), дважды Герой Социалистического Труда.
- 1905 — Лев Атаманов (ум. 1981), кинорежиссёр, пионер советской рисованной мультипликации, народный артист РСФСР.
- 1906 — Евгений Кибрик (ум. 1978), народный художник СССР, мастер книжной иллюстрации.
- 1907 — Уистен Хью Оден (ум. 1973), английский поэт.
- 1909 — Александра Снежко-Блоцкая (ум. 1980), советский режиссёр-мультипликатор.
- 1910 — Дуглас Роберт Стюарт Бадер (ум. 1982), английский лётчик-ас, воевавший, будучи безногим.
- 1915 — Евгений Лифшиц (ум. 1985), физик-теоретик, академик АН СССР.
- 1918 — Армас Йокио (ум. 1998), финский киноактёр и оперный певец.
- 1921
  - Юлиан Бромлей (ум. 1990), советский историк и этнограф, академик АН СССР.
  - Джон Ролз (ум. 2002), американский философ, теоретик социального либерализма.
  - Зденек Милер (ум. 2011), чешский художник-мультипликатор, создатель мультсериала «Крот».
- 1922 — Михаил Лохвицкий (ум. 1989), советский писатель и журналист.
- 1924
  - Роберт Мугабе (ум. 2019), премьер-министр и президент Зимбабве.
  - Василий Катанян (ум. 1999), советский кинорежиссёр-документалист.
- 1925
  - Алексей Парамонов (ум. 2018), советский футболист, олимпийский чемпион (1956).
  - Сэм Пекинпа (ум. 1984), американский кинорежиссёр, сценарист, постановщик.
  - Игорь Шамо (ум. 1982), украинский композитор, народный артист Украинской ССР.
- 1927 — Юбер Живанши (ум. 2018), французский модельер.
- 1933 — Нина Симон (ум. 2003), американская певица, пианистка и композитор.
- 1935 — Владимир Скулачёв (ум. 2023), советский и российский биохимик, академик АН СССР и РАН.
- 1936 — Владимир Ресин, российский государственный деятель, в 2001—2011 гг. первый заместитель мэра Москвы.
- 1937 — Харальд V, король Норвегии (с 1991).
- 1938 — Пётр Толочко (ум. 2024),  советский и украинский историк, археолог, профессор (1988), академик НАН Украины.
- 1942 — Вера Алентова, актриса театра и кино, народная артистка РФ.
- 1943 — Людмила Улицкая, российская писательница.
- 1946 — Алан Рикман (ум. 2016), английский актёр, режиссёр, обладатель «Золотого глобуса» и др. наград.
- 1949 — Владимир Квинт, американский и российский экономист, иностранный член РАН.
- 1952
  - Жан-Жак Бёрнел, бас-гитарист, вокалист и автор песен британской рок-группы «The Stranglers».
  - Виталий Чуркин (ум. 2017), российский дипломат, в 2006—2017 гг. постпред РФ в ООН.
- 1957 — Николай Расторгуев, певец, лидер группы «Любэ», народный артист России.
- 1960 — Пламен Орешарски, председатель Совета Министров Болгарии.
- 1962 — Чак Паланик, американский писатель.
- 1963 — Уильям Болдуин, американский актёр.
- 1968 — Патрик Галлахер, канадский актёр.
- 1969 — Петра Кронбергер, австрийская горнолыжница, двукратная олимпийская чемпионка 1992 года.
- 1973 — Брайан Ролстон, американский хоккеист, призёр Олимпийских игр.
- 1976 — Райан Смит, канадский хоккеист, олимпийский чемпион (2002).
- 1979 — Дженнифер Лав Хьюитт, американская актриса и певица.
- 1980 — Джигме Кхесар Намгьял Вангчук, король Бутана (с 2006 года).
- 1983
  - Мелани Лоран, французская актриса.
  - Лусинэ Геворкян, российская певица.
- 1985 — Йоргос Самарас, греческий футболист.
- 1987
  - Таппенс Миддлтон, британская киноактриса.
  - Эллиот Пейдж, канадский киноактер.
  - Эшли Грин, американская киноактриса.
- 1993
  - Дэви Классен, нидерландский футболист.
  - Арлен Лопес, кубинский боксёр, двукратный олимпийский чемпион (2016, 2020).
- 1996 — Софи Тёрнер, английская и британская актриса.

## Скончались

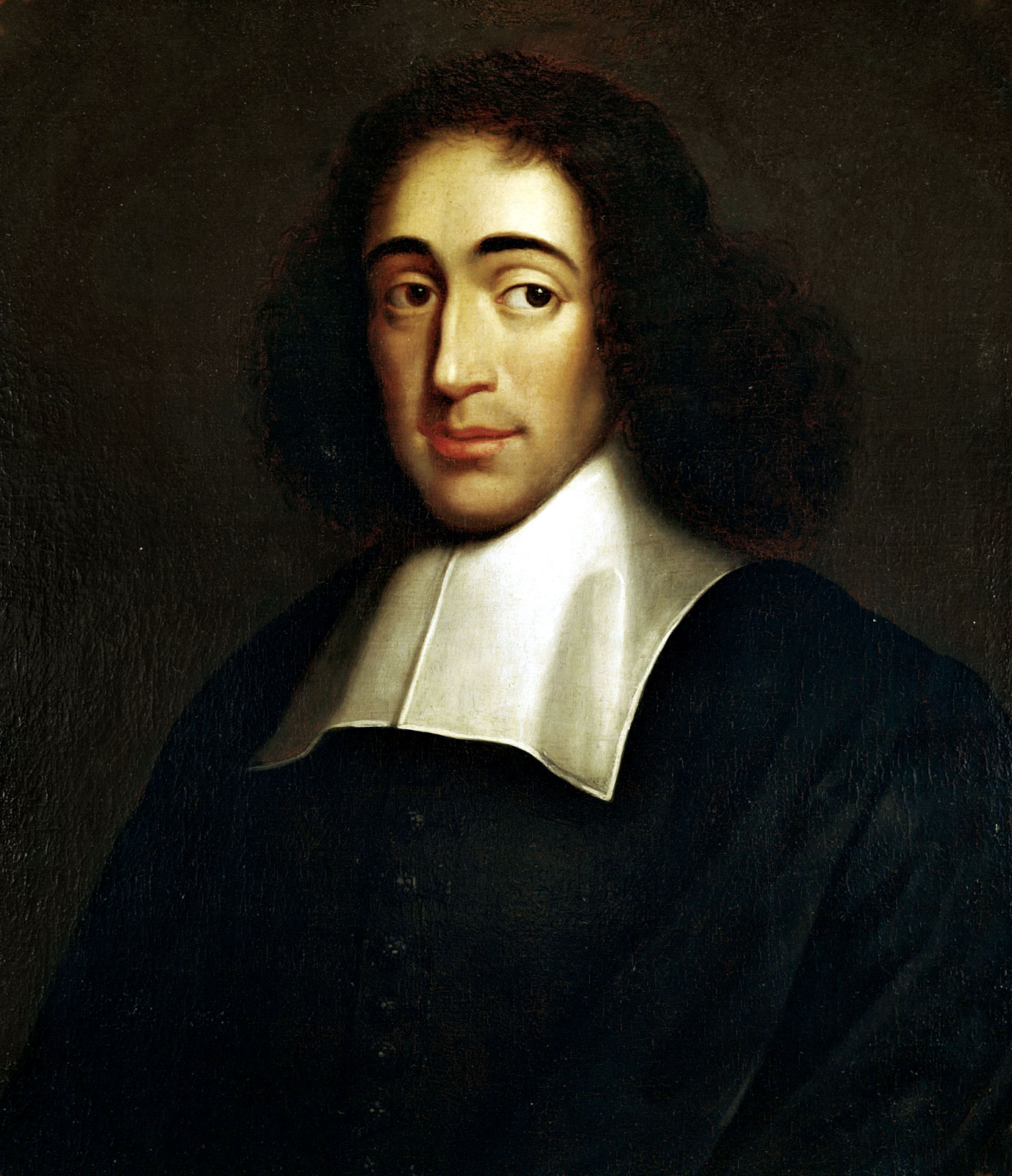
Голландский философ Бенедикт Спиноза

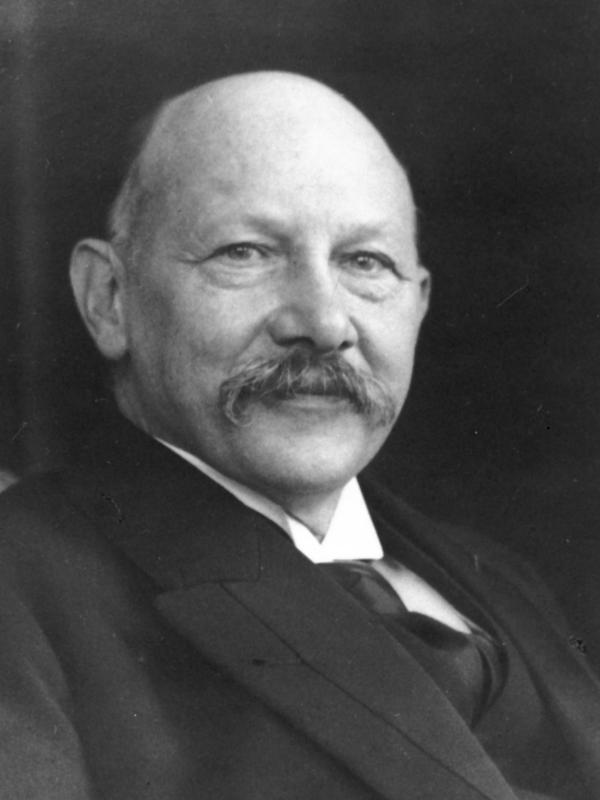
Хейке Камерлинг-Оннес — лауреат Нобелевской премии по физике 1913

См. также: Категория:Умершие 21 февраля

### До XX века
- 1513 — Юлий II, (в миру Джулиано делла Ровере, р. 1443), Папа Римский.
- 1575 — Клод Валуа (р. 1547), вторая дочь французского короля Генриха II и Екатерины Медичи.
- 1624 — Дирк (Теодор) ван Бабюрен, голландский живописец эпохи барокко. Основатель и один из крупнейших представителей утрехтской школы караваджизма.
- 1677 — Бенедикт Спиноза (р. 1632), нидерландский философ.
- 1730 — Бенедикт XIII (в миру Пьетро Франческо Винченцо Мария Орсини де Гравина) (р. 1649), Папа Римский.
- 1784 — Савва Яковлев (р. 1712), русский предприниматель, заводчик, меценат.
- 1813 — Сергей Марин (р. 1776), русский офицер времён наполеоновских войн и поэт-сатирик.
- 1824 — Эжен Роз (Евгений) де Богарне (р. 1781), французский генерал, герцог Лейхтенбергский, вице-король Италии.
- 1880 — Измаил Иванович Срезневский (р. 1812), русский филолог-славист.

### XX век
- 1919 — Юлиан Андреевич Кулаковский (р. 1855), русский филолог, историк, археолог, знаток Римской империи и Византии.
- 1920 — Владимир Егорович Маковский (р. 1846), русский художник.
- 1926 — Хейке Камерлинг-Оннес (р. 1853), голландский физик, открывший в 1911 г. явление сверхпроводимости, лауреат Нобелевской премии (1913).
- 1934 — расстрелян Аугусто Сандино (р. 1895), лидер национально-освободительной борьбы в Никарагуа 1927—1934 гг.
- 1938
  - Джордж Эллери Хейл (р. 1868), американский астроном, иностранный член-корреспондент АН СССР.
  - расстрелян Владимир Джунковский (р. 1865), российский государственный деятель.
- 1941 — сэр Фредерик Грант Бантинг (р. 1891), канадский врач и физиолог, один из открывателей гормона инсулина, лауреат Нобелевской премии (1923).
- 1944 — Константин Леселидзе (р. 1903), советский военачальник, генерал-полковник, Герой Советского Союза.
- 1965 — Малколм Икс (р. 1925), американский деятель «чёрного» движения.
- 1967 — Вольф Альбах-Ретти (р. 1908), австрийский актёр, отец Роми Шнайдер.
- 1968 — Павел Варфоломеевич Кузнецов (р. 1878), русский художник.
- 1968 — Ховард Уолтер Флори (англ. Howard Walter Florey, р. 1898), австралийский патолог, который вместе с Эрнстом Чейном выполнил работы по очистке пенициллина, открытого английским учёным Александром Флемингом, в 1945 году все трое учёных были удостоены Нобелевской премии.
- 1972 — Георгий Викторович Адамович (р. 1892), русский поэт и литературный критик.
- 1980 — Альфред Андерш (р. 1914), немецкий писатель-классик.
- 1984 — Михаил Александрович Шолохов (р. 1905), русский писатель, лауреат Нобелевской премии по литературе 1965 года.
- 1987 — Пётр Григоренко (р. 1907), генерал-майор ВС СССР, диссидент, правозащитник, основатель Украинской Хельсинкской группы.
- 1991 — Марго Фонтейн (настоящее имя Маргарет Хукэм; р. 1919), английская балерина.
- 1993
  - Лев Дмитриев (р. 1921), советский учёный-литературовед, исследователь древнерусской литературы.
  - Инге Леманн (р. 1888), датская женщина-геофизик и сейсмолог.
- 1999 — Даниил Нетребин (р. 1928), актёр театра и кино, заслуженный артист РСФСР.

### XXI век
- 2003 — Нина Дмитриева (р. 1917), советский и российский искусствовед, теоретик и историк искусства, литератор.
- 2004 — Сергей Аверинцев (р. 1937), советский и российский филолог, лауреат Государственной премии.
- 2006 — Геннадий Айги (настоящая фамилия Лисин, р. 1934), чувашский поэт.
- 2010 — Владимир Мотыль (р. 1927), советский и российский режиссёр театра и кино, сценарист.
- 2013 — Алексей Герман (р. 1938), советский и российский кинорежиссёр, народный артист РСФСР.
- 2015
  - Борис Носик (р. 1931), русский писатель и журналист, драматург, переводчик.
  - Алексей Губарев (р. 1931), советский лётчик-космонавт, генерал-майор авиации, дважды Герой Советского Союза.
- 2017 — Кеннет Джозеф Эрроу (р. 1921), американский экономист, лауреат Нобелевской премии (1972, совм. с Джоном Хиксом).
- 2022 — Абдул Вахид (р. 1936), пакистанский спортсмен, олимпийский чемпион по хоккею на траве.
- 2024
  - Роже Гиймен (р. 1924 год), американский учёный-эндокринолог французского происхождения. Лауреат Нобелевской премии по физиологии и медицине (1977).
  - Мишлин Прель (р. 1922), французская актриса и певица.
  - Степан Хмара (р. 1937), украинский политический деятель, советский диссидент и политзаключённый, Герой Украины (2006).

## Народный календарь, приметы и фольклор Руси
Захарий Серповидец.
- Святцы называют Захария Серповидцем потому, что в одном из своих пророческих откровений Захарий видел свиток, летающий по воздуху и напоминающий огромный серп.
- На Захария крестьяне кропили серпы крещенской водой.
- Глядели на Захария серпы на лето. Говорили в этот день: «Не тогда серпы точить, когда на жниво идти»[10].
- В этот день крестьяне доставали заткнутый в притолоку серп, которым жали, и верили, что углядит Серповидец крестьянский серп — и наточит остро, и силу спорую в серп вдохнёт.
- Захарию-серповидцу молились бабы-жницы.
- Подмечено, что чем холоднее последняя неделя февраля, тем теплее в марте месяце[11].